# Julie Cypher
 (septembre 2024).
Si vous disposez d'ouvrages ou d'articles de référence ou si vous connaissez des sites web de qualité traitant du thème abordé ici, merci de compléter l'article en donnant les références utiles à sa vérifiabilité et en les liant à la section « Notes et références ».
Julie Cypher (née le 24 août 1964) est une réalisatrice américaine surtout connue pour avoir été l'épouse de Lou Diamond Phillips ainsi que la partenaire de la chanteuse et guitariste Melissa Etheridge. Elle a, entre autres, réalisé le film Teresa's Tattoo avec Lou Diamond Phillips, C. Thomas Howell, Majel Barrett, Melissa Etheridge (qui a un petit rôle dans le film) et Kiefer Sutherland. 
Cet article a été traduit du Wikipedia anglophone consacré à la réalisatrice Julie Cypher. 

## Biographie
Julie Cypher est née à Wichita, Kansas, de Dick Cypher et Betty Jackson, elle a une sœur aînée prénommée Melanie. Elle a fréquenté l'université du Texas à Austin pour étudier la télévision et le cinéma.
Elle a épousé l'acteur Lou Diamond Phillips le 17 septembre 1987. Deux ans plus tard, elle a rencontré Melissa Etheridge alors qu'elle assistait au clip du single "Bring Me Some Water", et s'est séparée de Phillips en 1990 pour commencer une relation avec Melissa.

## Vie privée
Après avoir initialement passé environ trois ans dans son mariage avec Lou Diamond Phillips, Julie se portait à la défense des droits des homosexuels et est devenu célèbre pour être la moitié de l'un des premiers couples de célébrités publiquement lesbiennes. En 1995, elle et Melissa sont apparues dans une campagne d'affichage "Nous préférerions aller nues plutôt que de porter de la fourrure" pour PETA.
Au cours de son partenariat avec Melissa Etheridge, Cypher a donné naissance à deux enfants par insémination artificielle, après un accord passé avec le chanteur guitariste folk rock David Crosby qui leur a donné son sperme. Une fille, Bailey Jean, née en février 1997, et un fils, Beckett, né en novembre 1998. Bien qu'initialement réticent à en discuter, le couple a finalement révélé que le père biologique des deux enfants était effectivement David Crosby. Lors d'une séance de thérapie en 1999, Cypher a dit à Melissa Etheridge qu'elle n'était pas gay, et le couple s'est séparé en septembre 2000. Julie a ensuite épousé Matthew Hale en 2004.
Le 13 mai 2020, Melissa Etheridge a annoncé via Twitter que leur fils, Beckett, est décédé de causes liées à sa dépendance aux opioïdes à l'âge de 21 ans.

## Filmographie

### En tant que réalisatrice
- 1988 : Envers et contre tous - Julie Cypher est deuxième assistant réalisateur supplémentaire sur ce film mettant en vedette Edward James Olmos.
- 1990 : Arduous Moon - Court Métrage avec Ellen DeGeneres, k. d. Lang, Melissa Etheridge.
- 1994 : Teresa's Tattoo Avec Kiefer Sutherland, C. Thomas Howell, Melissa Etheridge, etc.

- Filmographie : https://www.imdb.com/name/nm0004853/?ref_=tt_ov_dr